# Helpt nu: maandblad van de Commissie voor Huishoudelijke- en Gezinsvoorlichting
Helpt nu: maandblad van de Commissie voor Huishoudelijke- en Gezinsvoorlichting was een tijdschrift dat tussen 1935 en 1958 maandelijks verscheen in Nederland.
Het eerste nummer van Helpt nu kwam uit op 1 februari 1935. Het blad werd uitgegeven door de Commissie inzake Huishoudelijke Voorlichting, die op 16 november 1934 door de ministers van Sociale Zaken was geïnstalleerd. De commissie was een initiatief van de Bond voor Nijverheidsonderwijs voor Meisjes. M.E.H. Sandberg-Geisweit van der Netten was vicevoorzitter van het werkcomité van de commissie inzake Huishoudelijke Voorlichting.
Het tijdschrift was gericht aan maatschappelijk werkers. De aanvankelijke taak van het tijdschrift was het geven van advies aan gezinnen die door de economische crisis van de jaren 30 in problemen dreigden te komen. Later werd het doel van het blad uitgebreid tot gezinsvoorlichting in het algemeen.
Het blad bevatte mededelingen van de commissie, bood ruimte aan het uitwisselen van ervaringen tussen verschillende verenigingen en het bevatte algemene gegevens die voor maatschappelijk werkers van belang waren, zoals statistische gegevens, handleidingen en mededelingen over gezinnen die door de economische crisis waren getroffen. De nadruk van de huishoudelijke voorlichting lag op naaien en koken, zodat vrouwen in staat waren een goedkoper huishouden te voeren. Onderwerpen die aan bod komen zijn: voeding, kleding, brieven, haken en naaien, warenkennis, woninginrichting, ziekenverpleging, hygiëne, plantenverzorging, feestjes en spelletjes. Er zijn ook rubrieken over recepten en correspondentie. Tevens bevatte het blad informatie over voedingswaarden van voedingsmiddelen.